# Beala Reka, Smolean
Beala Reka (în bulgară Бяла Река) este un sat în comuna Rudozem, regiunea Smolean,  Bulgaria. 

## Demografie
Componența etnică a satului Beala Reka
     Bulgari (86,64%)
     Nicio identificare (6,1%)
     Altele (7,25%)
La recensământul din 2011, populația satului Beala Reka era de 262 locuitori. Din punct de vedere etnic, majoritatea locuitorilor (86,64%) erau bulgari. Pentru 6,1% din locuitori nu este cunoscută apartenența etnică.